# APT (album)
APT (viết tắt Apartament, [Căn hộ cao cấp]) là album phòng thu 5 từ Nicole. Nó được phát hành vào ngày 19 tháng 7 2006. Tuy nhiên, nó đã được sửa đổi ngày 23 tháng 11 2007.

## Danh sách ca khúc
| STT | Nhan đề            | Sáng tác                           | Thời lượng |
| --- | ------------------ | ---------------------------------- | ---------- |
| 1.  | "Si vienes por mí" | Nicole, James Frazier, Julio Osses | 3:17       |
| 2.  | "Culpables"        | Nicole, Martin Chan                | 4:17       |
| 3.  | "Bipolar"          | Nicole, J. Frazier                 | 2:40       |
| 4.  | "La última vez"    | Nicole, J. Frazier                 | 3:21       |
| 5.  | "No me confundas"  | Nicole, J. Frazier                 | 3:31       |
| 6.  | "1-800-NASTY-SHOW" | Nicole, J. Frazier                 | 3:18       |
| 7.  | "Veneno"           | Nicole, J. Frazier                 | 2:55       |
| 8.  | "Trapped in time"  | Nicole, M. Chan                    | 3:40       |
| 9.  | "El camino"        | Leonardo García                    | 3:23       |
| 10. | "Rapture"          | Deborah Harry, Chris Stein         | 4:22       |

Phiên bản tiếng Bồ Đào Nha
| STT | Nhan đề  | Sáng tác           | Dịch thuật      | Thời lượng |
| --- | -------- | ------------------ | --------------- | ---------- |
| 11. | "Veneno" | Nicole, J. Frazier | César Teixieira | 2:55       |

Phiên bản âm học
| STT | Nhan đề           | Thời lượng |
| --- | ----------------- | ---------- |
| 13. | "Lágrimas de sal" | 4:13       |